# Fiona McGregor
Fiona McGregor – australijska pisarka i artystka performance.
Za swoje powieści i opowiadania otrzymała liczne nagrody i wyróżnienia. Powieść Au Pair nominowano do Vogel Literary Award, a zbiór opowiadań pt. Suck My Toes nagrodzono Steele Rudd Award. W 1997 czytelnicy Sydney Morning Herald uznali ją za jedną z najlepszych młodych australijskich pisarek. Jej książka Chemical Palace otrzymała nominację do nagrody premiera Nowej Południowej Walii, która stanowi jedną z najważniejszych nagród literackich w Australii.
Opowiadania McGregor znajdują duże uznanie i cieszą się powodzeniem. Opublikowano je w wielu antologiach. Jej eseje wydawano zarówno w Australii, jak i Wielkiej Brytanii. Jest autorką wielu tekstów i odczytów na temat literatury i sztuki, w szczególności performatywnej tworzonej w Australii.
Od ok. 1994 tworzy również sztukę performance. Zaczynała we współpracy z innymi artystami takimi jak Aña Wojak w senVoodoo, od 2007 działa solo. Obecnie tworzy w galeriach, plenerze oraz biorąc udział w festiwalach czy akcjach artystycznych. Jej działalność artystyczna oparta jest na dualizmie wideo i sztuki akcji.